# Konark
Konark (Konarak, hindi: कोणार्क, orija: କୋଣାର୍କ) – miejscowość w Indiach, w stanie Orisa, na wybrzeżu Zatoki Bengalskiej, kilkanaście kilometrów na północny wschód od Puri.
Znajduje się tu świątynia Słońca, wpisana na listę światowego dziedzictwa UNESCO.